# Imiremeša
Semenhkare Imiremeša je bil faraon Trinajste egipčanske dinastije, ki je vladala v drugem vmesnem obdobju Egipta. Vladal je iz Memfisa od leta 1759 pr. n. št. ali 1711 pr. n. št. Vladal je verjetno pet let, zagotovo pa manj kot deset let. Dokazan je na dveh kolosalnih kipih, ki sta zdaj v Egipčanskem muzeju v Kairu.

## Dokazi
Imiremeša je dokazan v 21. vrstici 7. kolone Torinskega seznama kraljev (Gardinerjev vnos 6.21), kjer je zapisan kot [Smenh]kare Imiremeša. Glavni primarni dokaz za njegov obstoj je par kolosov, posvečen Ptahu. Napis  "tisti, ki je južno od njegovega obzidja, gospodar Anktavi" (rsy-snb=f nb ˁnḫt3wy) je memfiški pridevek, ki kaže, da sta bila kipa prvotno postavljena v Ptahovem templju v Memfisu. Kolosa je kasneje prisvojil  faraon Akenenre Apepi iz hiške Petnajste dinastije, ki je na desno rame obeh kipov napisal svoje ime s posvetilom  "Setu, gospodarju Avarisa". Kipa je prestavil v svojo prestolnico Avaris. V Enaindvajseti dinastiji so kipa premestili v Tanis, kjer ju je leta 1897 odkril Flinders Petrie. Kipa sta zdaj v Kairskem muzeju (JE37466 in  JE37467).
Edini drugi Imiremenšev dokaz je perla iz belega lojevca z napisom "dobri bog, Semenkare, ljubljenec Sobeka, gospodar Šedita". Perla je zdaj v Britanskem muzeju (BM EA74185).
W. Davies  domneva, da je Imiremenši pripadal tudi torzo kipa, odkritega v ruševinah piramide iz Trinajste dinastije v Južni Sakari. Ker na kipu ni nobenega napisa, njegova domneva temelji samo na mestu odkritja v bližini Hendžerjeve  piramide. Kip je zdaj v Egipčanskem muzeju (JE54493).

## Ime
Ime Imiremenša je bilo v drugem vmesnem obdobju pogosto in je pomenilo  "nadzornik vojske" ali "general". Iz njegovega imena se (brez drugega dokaza) sklepa, da je bil pred prihodom na prestol general. Egiptologa Alan Gardiner in William Hayes sta s to predpostavko njegovo ime na Torinskem seznamu kraljev prevedla kot "Semenkare general". Njegovo ime sta razumela kot naslov in ne kot osebno ime. Jürgen von Beckerath je domneval, da je bil Imiremenša tujec in bil zato bolj znan po svojem vojaškem naslovu kot osebnem imenu. Imiremeša verjetno ni bil v sorodu s svojim predhodnikom Hendžer in zagotovo ni bil kraljevskega porekla. Na prestol je prišel morda celo z vojaškim udarom.
Baker in Ryholt tej hipotezi ugovarjata in poudarjata, da za vojaški udar ni nobenega dokaza. Razen tega je bilo ime Imiremeša v tistem času dokaj pogosto in bi lahko kazalo na vojaško tradicijo njegove družine.

## Kronološki položaj in dolžina vladanja
Imiremešov natančen kronološki položaj v Trinajsti dinastiji zaradi nezanesljivosti položajev njegovih predhodnikov ni znan. Po Torinskem seznamu kraljev je bil njegov neposredni predhodnk Hendžer. Baker ga šteje za 22., Ryholt za 23., Jürgen von Beckerath pa za 18. vladarja Trinajste dinastije. 
Natančna dolžina njegovega vladanja zaradi praznine v Torinskem seznamu kraljev ni znana. Znan je samo njen konec "[in] 4 dni". Ryholt je iz vladavin njegovega predhodnika in dveh naslednikov sklepal, da je vladal okoli deset let.
Njegova vladavina je omenjena tudi na papirusu Boulaq 18 iz Trinajste dinastije, ki med drugim omenja deset faraonovih sester, nedoločeno število bratov, tri hčerke, sina Redinefa in soproga Ajo.  Faraonovo ime se je izgubilo, Ryholt pa kljub temu trdi, da se lahko nanaša samo na Imiremešo ali njegovega naslednika Intefa IV. To je pomembno, ker papirus omenja tretje in peto leto vladanja.  Razen tega je v nedokončanem piramidnem kompleksu v bližini Hendžerjeve piramide zapisan datum  "18. dan, 3. meseca šemuja v 5. letu vladanja", ki bi se lahko nanašal na Imiremešo.
Natančen konec Imiremešovega vladanja ni znan, ker njegov naslednik Intef IV. ne omenja nobenih sorodstvenih vezi s svojim predhodnikom. Ryholt iz tega sklepa, da je bil Intef morda uzurpator.